# Centraal Nederland
Centraal Nederland (CN) is een Nederlands voormalig openbaarvervoerbedrijf, dat van 1973 tot 1994 voornamelijk actief was in het streekvervoer per autobus in het gebied bestaande uit de Haarlemmermeer, ten zuidoosten van Amsterdam, Het Gooi, Utrecht-Noordwest (inclusief de Ronde Venen), de Utrechtse Heuvelrug en de Gelderse Vallei. Het bedrijf was eerst gevestigd te Aalsmeer en Zeist, later te Utrecht. CN maakte deel uit van de Vereniging van Exploitatieve Samenwerking OV-bedrijven (ESO) en later Verenigd Streekvervoer Nederland (VSN).

## Geschiedenis
Centraal Nederland ontstond op 3 juni 1973 door een fusie tussen twee dochterondernemingen van de NS, de vervoersonderneming Maarse & Kroon in Aalsmeer (die tot 1 januari 1971 in particuliere handen was geweest) en de NBM te Zeist. Mr. H.A. Hoed, daarvoor directeur van Maarse & Kroon, werd directeur van het nieuwe bedrijf en W.G. Maarse werd adjunct-directeur. Deze fusie paste in een tijd waarin ongeveer 29 middelgrote vervoersbedrijven in 12 streekvervoerbedrijven opgingen.
Aanvankelijk behield het bedrijf twee hoofdzetels in Aalsmeer en Zeist, maar in 1978 werd het nieuwe hoofdkantoor in een van de kantoorgebouwen van Hoog Catharijne in Utrecht geopend. De bedrijfsstructuur werd uitgebreid en het gebied werd verdeeld in vijf districten: Aalsmeer, Amsterdam, Hilversum, Utrecht en Zeist/Rhenen, die vanuit Utrecht werden aangestuurd. Centraal Nederland was voor 100 % een NS-dochteronderneming, totdat in 1982 de aandelen werden overgedragen aan de NV Aandelenbezit Streekvervoer, die op zijn beurt in 1989 opging in de nieuwe holding Verenigd Streekvervoer Nederland.
In 1980 werd de firma Tensen te Soest door de NS overgenomen, die het werk in handen gaf van de Veluwse Autodienst (VAD) en Centraal Nederland. In juli 1980 werd het lijnennetwerk uitgebreid door overname van de NAL te Ter Aar en in september 1981 werd het lijnennet gecompleteerd door overname van de WABO te Wijk bij Duurstede.
In 1982 vertrok directeur Hoed uit het bedrijf. Hij werd voorzitter van het nieuwe overkoepelende orgaan in het streekvervoer: Vereniging van Exploitatieve Samenwerking OV-bedrijven (ESO). Mr. S.D. Renzema volgde hem op als directeur van Centraal Nederland.

### Herverdeling en uitbreiding
Uiteindelijk kwam er een nieuwe overzichtelijke bedrijfsstructuur waarbij de vijf districten opgingen in twee regio's. Centraal Nederland had een ruim lijnennetwerk van ruim 160 buslijnen. De Regio-West kreeg een Regiokantoor in Uithoorn, en werd verdeeld in vijf Rayons: Amsterdam-Zuidoost, Hoofddorp, Leimuiden, Schiphol en Uithoorn. De Regio-Oost kreeg een Regiokantoor in Zeist en werd verdeeld in vier Rayons: Hilversum, Utrecht, Rhenen en Zeist.
Centraal Nederland breidde zich uit van een streekvervoeronderneming tot een compleet vervoerbedrijf binnen de VSN-Groep. In 1982 richtte CN de BV Centraal Nederland-tours op, waarin overgenomen taxi- en touringcarbedrijven werden ondergebracht. Als eerste werd het KLM-Autobusbedrijf overgenomen en vervolgens de taxibedrijven Jonkcars en Scheldetax. Tot slot kocht CN het complete Touringcar en Taxibedrijf Bolderman Reizen te Veenendaal op.
Er kwamen ook nieuwe stallingen bij: Amstel III, Leimuiden, Schiphol-Oost, Hoofdorp, Uithoorn, Huizen en Zeist. Ook werden stallingen gesloten zoals Busstation van Musschenbroekstraat, het Veemarkterrein in Amsterdam, Aalsmeer en de oude uit de tramtijd daterende garage in Zeist. De geschiedenis van Centraal Nederland kent ook een zwarte bladzijde: bij een brand op 7 juli 1990 ging de CN-stalling op het CAB-terrein te Utrecht, compleet met kantoor, garage en een groot deel van het rijdend materieel, verloren. Rayon Utrecht werd tijdelijk ondergebracht in de Westnederland-stalling te Nieuwegein en van daaruit opnieuw opgebouwd. Nieuwbouw van de stalling in Utrecht vond niet plaats met het oog op de naderende mogelijke fusie.

### Inkrimping en fusie
De verliezen binnen de VSN-Groep moesten worden teruggebracht door arbeidsplaatsen op de hoofdkantoren op te heffen. Van de twaalf overgebleven VSN-bedrijven moesten er zes regionale bedrijven overblijven. Bij een fusie op 29 mei 1994 werd Centraal Nederland in twee stukken verdeeld. De Regio Oost (grotendeels het voormalige NBM-gebied) fuseerde met rayon Nieuwegein van Westnederland en de VAD tot Midnet. Regio West (in grote lijnen het vroegere Maarse & Kroon-gebied) werd bij NZH gevoegd.

## Lijnennetwerk
Centraal Nederland beschikte over een uitgebreid lijnennetwerk, dat in de loop der jaren stapsgewijs werd aangepast. In het laatste jaar (1993-'94) bestond de dienstregeling uit ruim 143 buslijnen, waaronder ook stadsdiensten en semi-stadsdiensten in Hilversum, Veenendaal, Ede, Hoofddorp en Soest, 5 buurtbuslijnen en 6 scholierenlijnen.
Ook heeft CN gezamenlijke lijnen gereden met het GVB (lijn 56, 58, 62, 65, 66, 67 en 69) en het GEVU (lijnen naar Maarssenbroek).
De belangrijkste doorgaande lijnen hadden 'ronde lijnnummers' zoals lijn (1)20 (Amsterdam – Utrecht), lijn (1)40 (Haarlem – Utrecht), lijn 50 (Utrecht – Arnhem), lijn 80 (Amersfoort – Arnhem) en lijn 81 (Utrecht – Arnhem, via Veenendaal, Woudenberg). De lijnnummers in het westen werden in 1980 en 1981 met honderd verhoogd om verwarring met stads(bus)lijnen te voorkomen. Later kwamen er ook aparte lijnnummers (200, 300, 400, 500 en 600) voor spits-, shuttle-, hoogwaardige-, buurtbus- en scholierenlijnen.

## Trivia
- Heden ten dage is de naam 'Centraal Nederland' op diverse plaatsen in het voormalige vervoersgebied nog steeds terug te vinden. Op diverse abri's onder meer op het busstation Huizen staat deze naam nog steeds op de abri's. Dit is ook het geval met de rechtsopvolgers Midnet en NZH waarvan na het verdwijnen van deze naam deze nog steeds op diverse abri's in het voormalige vervoersgebied is terug te vinden.